# Khỉ đột miền Đông
Khỉ đột phía đông (Gorilla beringei) là một loài khỉ đột thuộc họ Người và là loài linh trưởng lớn nhất còn sinh tồn. Hiện nay, khỉ đột phía đông được chi là hai phân loài, khỉ đột đất thấp phía Đông (G. b. graueri) có số lượng 5,000 cá thể  và khỉ đột núi (G. b. beringei) chỉ có 700 cá thể. Thêm vào đó, các nhà khoa học đang xem xét nâng quần thể khỉ đột Bwindi (có số lượng bằng một nửa khỉ đột núi) lên thành phân loài.

## Phân bố và sinh thái
Khỉ đột phía đông sinh sống ở vùng đồng bằng, rừng mưa và rừng phụ núi cao, phía đông Cộng hòa Dân chủ Congo, phía tây nam Uganda và Rwanda, vùng tam giác giữa sông Lualaba, hồ Edward và hồ Tanganyika. Khỉ đột phía đông thích rừng với nền nhiều xác thức vật.
Khỉ đột phía đông là động vật ăn thực vật, với một chế độ ăn phần nhiều là lá cây. Chúng sống ban ngày nhưng việc ăn lá chủ yếu sảy ra vào buổi sáng và chiều muộn. Vào ban đêm chúng làm tổ, thường là trên mặt đất.

## Hình ảnh

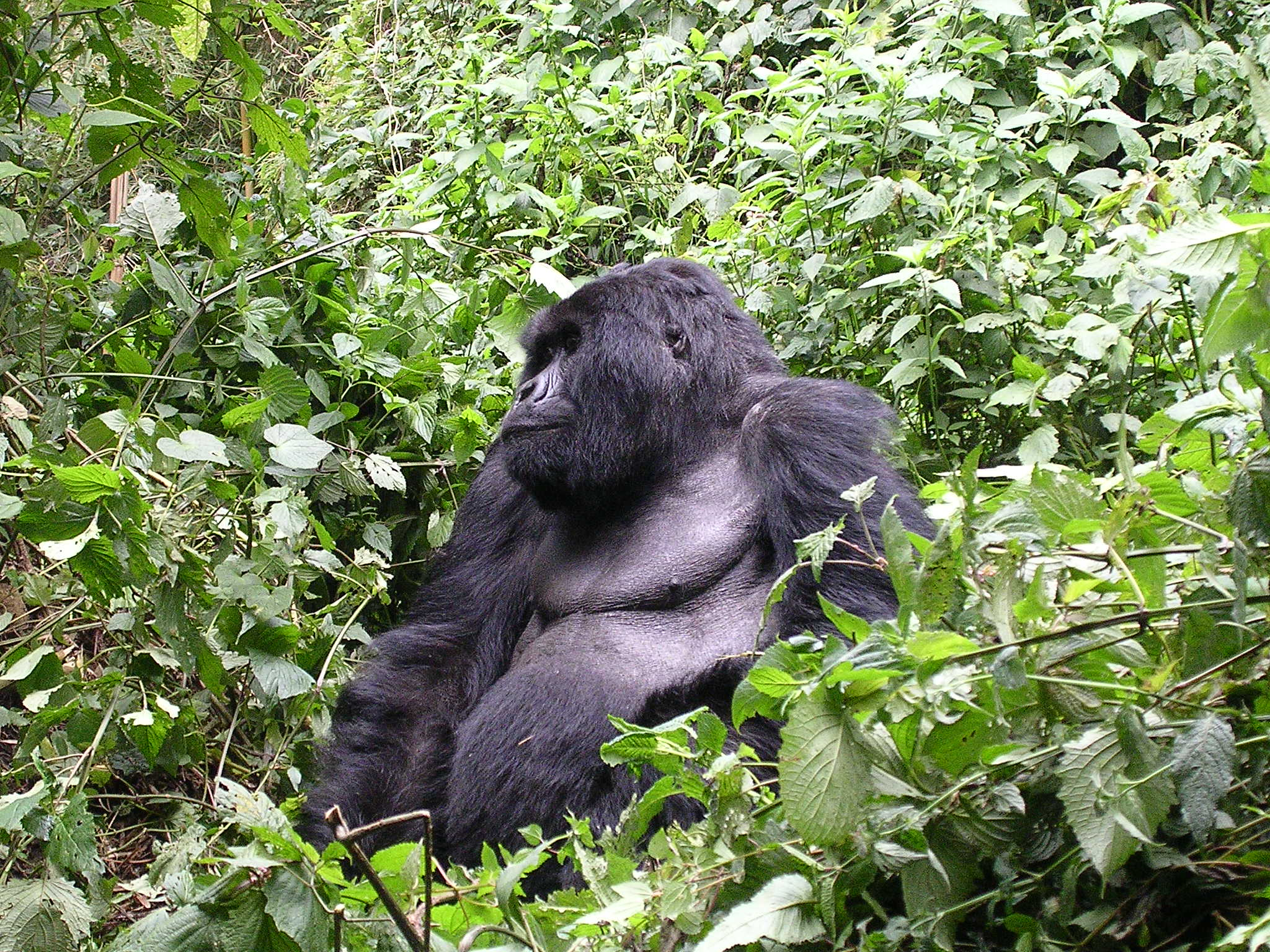
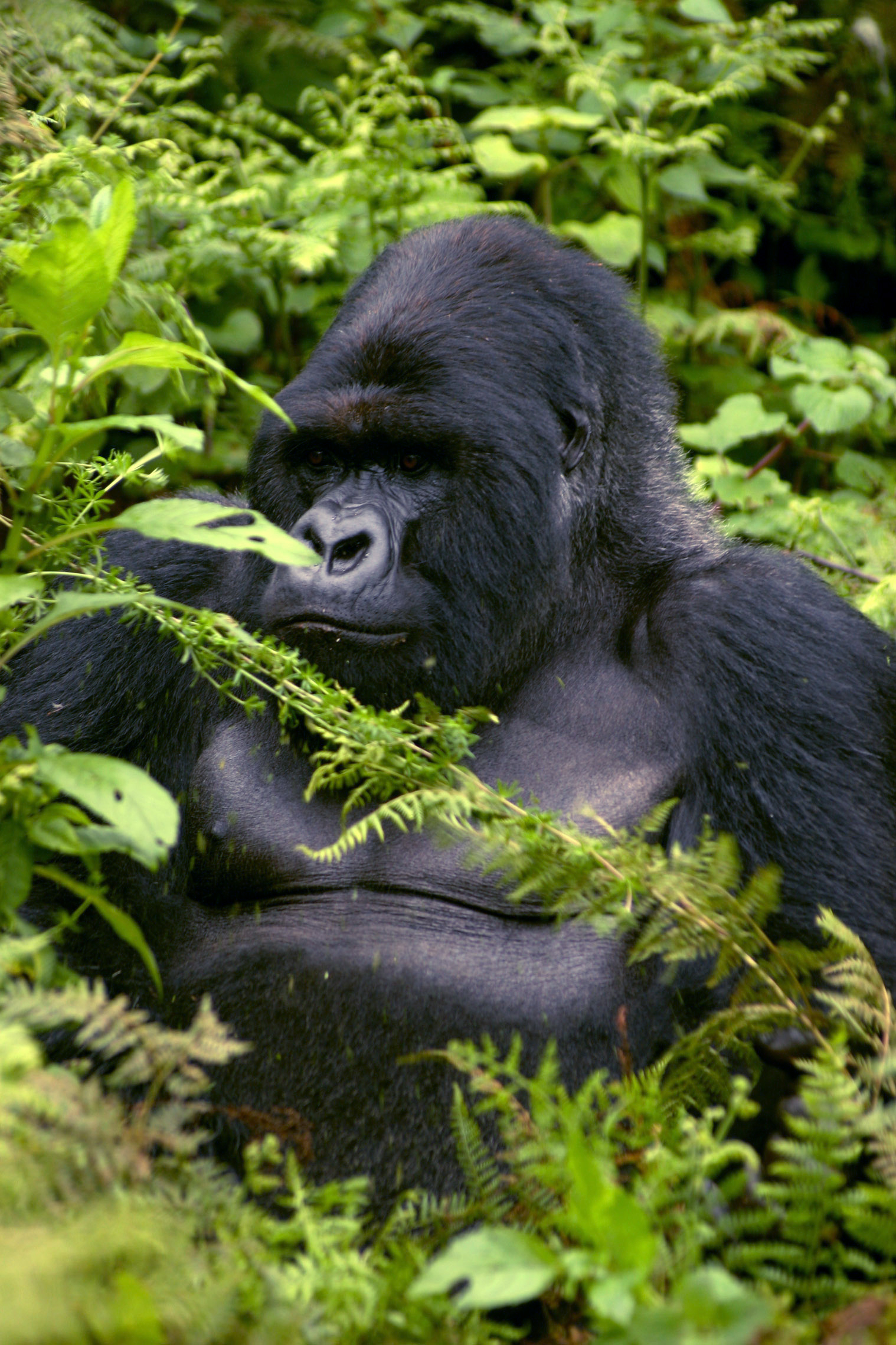
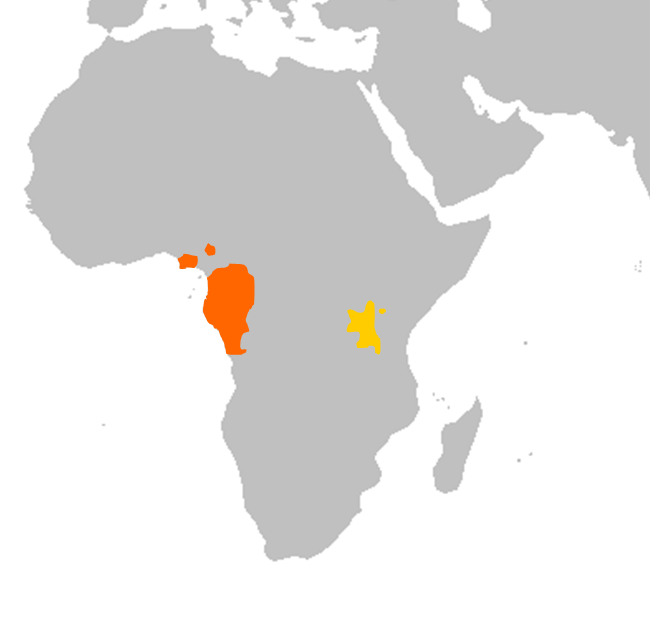